# Коптское искусство
Коптское искусство — термин, который используется для описания искусства египетских христиан первых веков существования христианства, а также — художественного наследия их потомков, коптов, со средних веков до настоящего времени.
Дошедшие памятники коптского искусства — это, как правило, фрески, текстиль, иллюминированные манускрипты, а также изделия из металла, большинство из которых смогло уцелеть в монастырях и церквях. Эти произведения часто функциональны, грань между искусством и ремесленничеством в них пропадает, сферой приложения мастерства становились как туники и надгробия, так и изображения святых.
Большинство важнейших произведений коптского искусства хранится в Коптском музее в каирском квартале, называющимся «Коптский Каир».

## Истоки и история воздействия
Коптское искусство представляет собой смесь древнеегипетского и эллинистического влияния. Тематика и символика заимствовались из античной и египетской мифологий, иногда приспособленных к христианским верованиям. Также на этот стиль влияли Персия и Сирия, правда — с меньшим успехом, но все равно оставив такое наследие, как например, павлины и грифоны в числе излюбленных мотивов.
Пример влияния эллинистического и египетского искусства периода Поздней Античности т. н. фаюмские портреты. Лица людей из Эль Фаюма — пример коптского искусства II века, показывающий греческое и римское воздействие на коптское искусство, но с некоторыми важными отличиями от собственно египетского искусства.
Арабское завоевание Египта привело к тому, что коптские мастера как сами испытали воздействие исламского искусства, так и оказали на него некоторое воздействие. Влияние коптов на арабскую архитектуру и использование некоторых коптских мотивов в исламских зданиях начинается с VII века.
В то же время, Александрийская церковь коптов, как самая старая в Африке, повлияла на суданскую и эфиопскую. К примеру, некоторые формы коптского креста теперь известны как эфиопский крест, уж не говоря об эфиопских храмах, где видно влияние коптского искусства.

## Коптские иконы
Начиная с IV века Церковь начинает украшать стены храмов фресками и иконами. В коптском искусстве начинают проявляться приметы специфического коптского стиля: глаза и уши становятся крупнее по сравнению с пропорциями всего лица, рот уменьшается, а размер головы по сравнению с телом увеличивается — что является знаком спиритуальных отношений с Богом и преданности молитве. Лица мучеников обычно полны умиротворения.
Большинство коптских иконописцев не подписывались. Традиция называет имена евангелиста Луки (первого иконописца) и двух коптских патриархов — Макария I и Гавриила III Александрийских.
Египетские христиане считают, что искусство иконописи родилось в Египте и любят сравнивать древнеегипетскую живопись с иконами, перечисляя черты сходства.

### Новая коптская школа иконописи
Современное коптское искусство также известно как нео-коптская школа. В некоторые эпохи коптской истории иконы были главным средством выражения. Они сохранили большинство традиционных аспектов. Основные принципы — большая озабоченность религиозной истинностью и красотой, чем реализмом, или же изображением глубины и перспективы. Как в Византии и примыкающих традициях иконы пишутся фронтально, смотрящими прямо на зрителя.
Школа сформировалась в 1960-х годах, основываясь на стилях и традициях, характерных икон III—VII веков. Мастера этой ранней школы иконописи особенно тщательно выписывали глаза святых, которые обращены не на молящихся, а в лишь им ведомую даль. При этом они всячески избегали излишних деталей и украшательства, являя верующим лишь те детали, которые необходимы для понимания образа.